# Први кордунашки партизански одред
Први кордунашки народноослободилачки партизански (НОП) одред је био партизанска јединица у саставу Народноослободилачке војске и партизанских одреда Југославије током Другог светског рата у Југославији.

## Историјат
Први кордунашки НОП одред формиран је почетком фебруара 1942. од 1. и 4. батаљона Кордунашког НОП одреда, од којих су образована четири батаљона са укупно око 1200 бораца. Одред је дејствовао на широј територији Војнића и Вргинмоста и на суседном подручју Баније и Покупја. Међу значајније акције спадају борбе у рејону Примишља крајем фебруара у садејству са деловима 2. кордунашког НОП одреда, заузимање Ласиње 6/7. марта, и дејства на путу и железничкој прузи Војнић—Вргинмост у првој половини марта. У времену од 20. марта до 6. априла јаке усташке и домобранске снаге, уз подршку италијанских јединица, напале су Одред од Карловца, Вукманића и Скакавца. У тешким борбама успешно је бранио слободну територију и становништво, затим се пробио у непријатељску позадину, настављајући дејства. У тим борбама противник је претрпео знатне губитке, док је Одред имао 33 погинула и 60 рањених; међу погинулим био је готово сав командни кадар Одреда. Од завршетка непријатељског напада, па до првих дана маја, Одред је развио велику активност нарочито на комуникацијама. Крајем априла у његовом саставу формирана је Пролетерска чета. У међувремену су јаке усташке-домобранске снаге, подржане тенковима и артиљеријом, напале 4. батаљон Одреда од Ласиње, Чемернице и Вргинмоста. После борби 18—20. априла батаљон се пробио на Петрову гору. Усташко-домобранске снаге (Утињска бригада) и усташка сеоска милиција јачине око 3500 војника, напали су јединице 1. одреда у Петровој гори од 9. до 14. маја 1942. Непријатељ је 9. маја продро из Топуског у Петрову гору, и после тешких борби заузео Петровац и положаје око Пецке, Црног Потока, Широке Ријеке и Селакове Пољане, и окружио око 700 бораца Одреда. Настале су жестоке борбе у окружењу. Кључни положаји на висовима Петровцу и Магарчевцу изгубљени су, па је ситуација за јединице 1. одреда, око којих је сужен обруч, постајала све критичнија. Сва настојања да се 11. и 12/13. маја изврши пробој из окружења с подручја Пајић Пољане и Радоње према Брусовачи, остала су безуспешна. Ујутро 14. маја почело је пробијање партизанских снага у две групе. Борбе су из часа у час добијале у жестини, јуриши су се смењивали. Нарочито оштре борбе прса у прса вођене су за Биљег (к. 264), вис Петровац и код Славског поља. Заузимањем тих значајних положаја обруч је пробијен и прва група кренула је према Катић-коси. Друга група подишла је вису Магарчевцу на 20—30 м, и свом жестином сручила се на непријатеља, и борбом прса у прса, пробила обруч на том правцу. За време напада усташко-домобранске снаге су прачешљале Петрову гору, хватајући и убијајући цивилно становништво. Само у рејону Пецке убиле су око 1000 жена, деце и стараца. У току борби Одред је имао око 120 погинулих и рањених. На дан 21. маја 1942, имао је 1150 бораца са 9 митраљеза, 44 пушкомитраљеза, 915 пушака, 63 ловачке пушке, 112 пиштоља и 447 ручних бомби. Одред је 4/5. јуна порушио пругу између Карловца и Цапрага у дужини од 10,5 км ителеграфско-телефонске стубове у дужини од 15,5 км; 7. јуна са деловима Банијског и 2. кордунашког НОП одреда, продро је у Топуско; 10. јуна заузета је железичка станица Војнић, заплењено 70 вагона кукуруза и 20 вагона пасуља, соли и другог материјала. Због притиска јединица Одреда у јуну и јулу, усташке и домобранске посаде биле су присиљене да напусте Војнић, железничку станицу Војнић, Утињу, Сјеничак и још нека места. Поред дејства на Кордуну, Одред је упућивао своје делове ка Покупју (рејон Босиљева и др.), доприносећи развоју борбе у том крају. Почетком јула Одред је дао један батаљон за формирање 1. бригаде Хрватске, средином августа свој новоформирани Ударни батаљон за 4. кордунашку бригаду, а у септембру 1942. остатак Одреда ушао је у састав 5. кордунашке бригаде и попунио три подручна батаљона команде Кордунашког подручја.